# Fenit

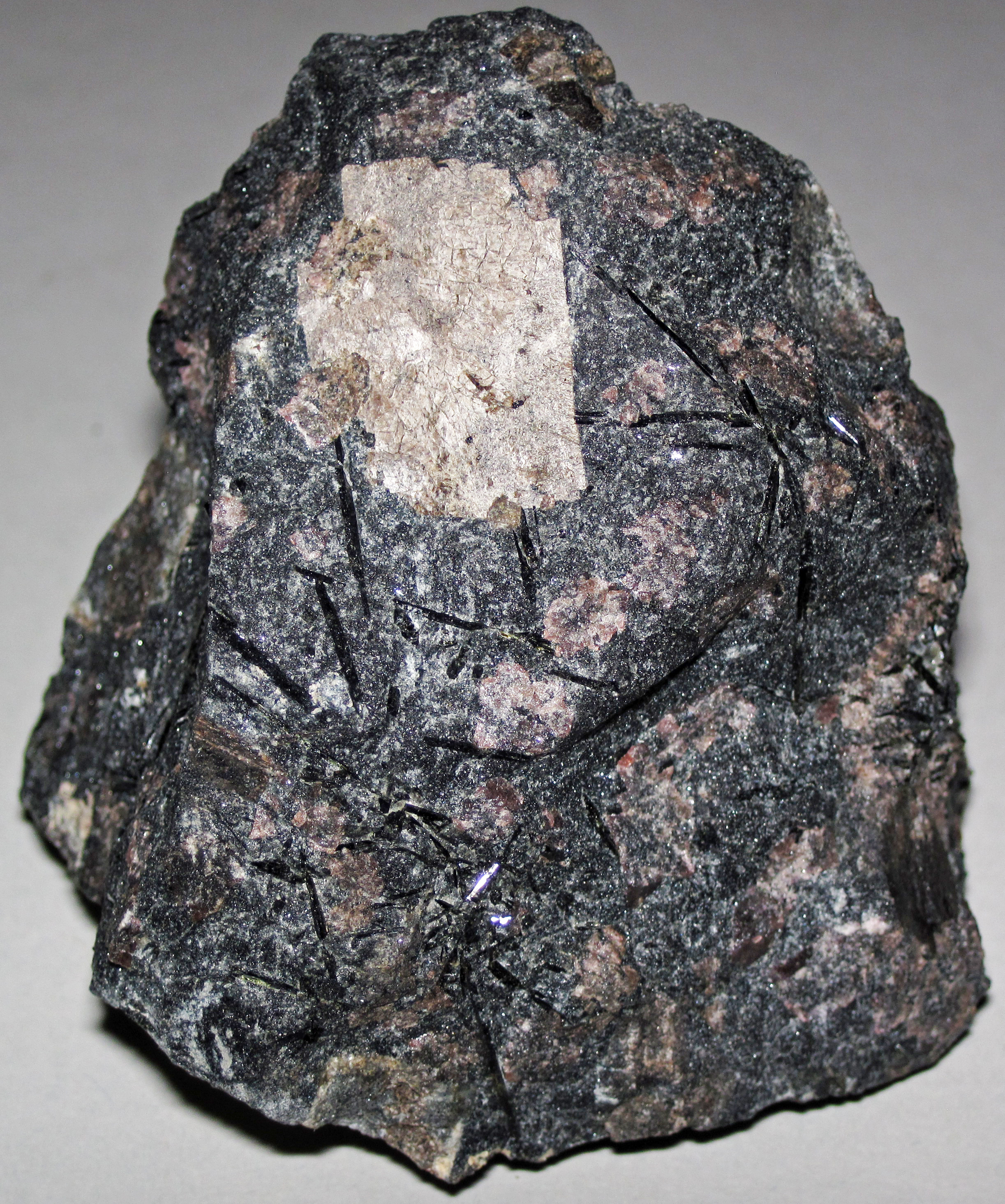
Fenit

Als Fenit wird ein metasomatisches Gestein bezeichnet, das mit der Intrusion von Alkaligesteinen und Karbonatiten assoziiert ist.

## Etymologie
Die Bezeichnung Fenit leitet sich von der Typlokalität ab, dem Fensfeltet bei Nome in der Telemark (Südnorwegen).

## Erstbeschreibung
Fenit wurde erstmals im Jahr 1921 von Waldemar Christofer Brøgger wissenschaftlich beschrieben.

## Ausbildung
Typisch ist das Vorkommen von Feniten als konzentrische Aureolen um Intrusivkörper, die im Kontakt zu umgebenden sauren Magmenkomplexen stehen. Sie können ferner Reaktionssäume um intrusive Ganggesteine bilden. Als Intrusivkörper fungieren Karbonatite, Foyaite, Urtite, Ijolithe und Melteigite sowie Magmatite  nephelinitischer und phonolithischer Zusammensetzung.

## Mineralogie
Charakteristisch für Fenite ist das Vorkommen von Alkali-Feldspat (Mikroklin), Natrium-Amphibolen (Ferro-Eckermannit) und Natrium-Pyroxenen (Aegirin und Aegirin-Augit). Typische Begleitmineralien sind zudem Titanit und Apatit.

## Chemische Zusammensetzung
Aufgrund der Wechselwirkung zwischen unterschiedlich gearteten Intrusiva und den verschiedensten Umgebungsgesteinen zeigen Fenite in ihrer chemischen Zusammensetzung eine sehr große Streubreite.

## Entstehung
Der Entstehungsprozess von Feniten wird als Fenitisierung bezeichnet. Fenite sind alkalibetonte metasomatische Alterationsprodukte  – die Umwandlung der Ausgangsgesteine erfolgt im festen Zustand anfangs mittels heißer pneumatolytischer Gase oder im Spätstadium mittels hydrothermaler Flüssigkeiten und werden in Natrium- und in Kalium-betonte Gesteine unterteilt. Sie können sich auf mannigfaltige Weise herausbilden:
- kontaktmetasomatisch um magmatische Intrusionen (sehr häufig).
- als Aureolen um hochtemperierte ultramafische Gesteine, die metamorph als Talkkarbonate vorliegen (selten). Hierbei entstehen Skarnvergesellschaftungen, Amphibolit-Calcit-Skapolith-Umwandlungen und Ansammlungen von Biotit-reichen Zonen.
- durch Karbonierung (Umwandlung unter Kohlensäurezufuhr) von sauren bis basischen Ausgangsgesteinen (sehr selten).

Die Fenitisierungshöfe, die oft zoniert angeordnet sind, können im Nebengestein Breiten im Meter- bis Kilometerbereich einnehmen. Der Fenitisierung besonders zugängliche Umgebungsgesteine sind Gesteine des Grundgebirges wie Granitoide, Gneise, Schiefer und Migmatite; entsprechende Umwandlungen finden sich aber auch in Sedimenten und in Vulkaniten.

## Vorkommen
Für Fenite sind folgende Vorkommen bekannt:
- Großbritannien – Schottland:
  - Borralan-Komplex am Loch Borralan (Assynt) – verursacht durch Pseudoleuzit-Syenit.[2] Von der Fenitisierung wurden hier Quarzite und Lagen der unterkambrischen Fucoid Beds betroffen.
- Finnland:
  - Sokli – um Karbonatitintrusion[3]
- Indien:
  - Amba Dongar, Baroda-Distrikt, Gujarat – um Karbonatitintrusion.[4] Fenitisiert wurden Sandsteine, Kalke und Alkaligesteine. Tiefere Natrium-Fenitisierung und seichtere Kalium-Fenitisierung.
  - Mundwara, Sirohi-Distrikt, Rajasthan – Natrium-Fenitisierung
  - Sarnu-Dandali, Barmer-Distrikt, Rajasthan – Natrium-Fenitisierung
- Kanada:
  - Callander Bay in Ontario – um Foyait/Karbonatitintrusion[5]
- Kenia:
  - Intrusion von Jombo – Fenitisierung von Sandsteinen[6]
  - Sagurume – um Ijolith/Urtitintrusion[7]
  - Usaki – um Mikroijolith[7]
- Norwegen:
  - Fensfeltet bei Nome in der Telemark (Typlokalität) – um Melteigit- und Karbonatitintrusion[8]
- Schweden:
  - Alnön – um Karbonatit[9]